# Tom Bateman
Thomas Jonathan Bateman (sinh ngày 15 tháng 3 năm 1989) là nam diễn viên người Anh, nổi tiếng với các vai diễn trong loạt phim truyền hình giả tưởng lịch sử Da Vinci's Demons (2013–2015), và trong phim Án mạng trên chuyến tàu tốc hành Phương Đông (2017) và phần tiếp theo của Án mạng trên sông Nile (2022).

## Tiểu sử
Bateman sinh ra ở Oxford, Oxfordshire, trong một gia đình thuộc tầng lớp lao động. Anh có 12 anh chị em, trong đó có một người anh sinh đôi tên là Merlin.
Bateman học kịch nghệ tại Viện Âm nhạc và Nghệ thuật Luân Đôn (LAMDA), nơi anh ấy xuất hiện trong vở hài kịch Có gì đâu mà rộn với Catherine Tate và David Tennant. Sau đó, anh gia nhập công ty của Kenneth Branagh tại Nhà hát Garrick, nơi anh đóng cùng Judi Dench trong vở kịch The Winter's Tale.

## Cuộc sống cá nhân
Từ năm 2017, Bateman có mối quan hệ tình cảm với nữ diễn viên Daisy Ridley, người mà anh gặp trên phim trường Án mạng trên chuyến tàu tốc hành Phương Đông.

## Đóng phim

### Phim điện ảnh
| Năm  | Tiêu đề                                      | Vai diễn                | Chú ý     |
| ---- | -------------------------------------------- | ----------------------- | --------- |
| 2011 | Much Ado About Nothing                       | Claudio                 |           |
| 2015 | Creditors                                    | Michael Redmane         |           |
| 2015 | Branagh Theatre Live: The Winter's Tale      | Florizel                |           |
| 2016 | Exposure                                     | Charlie                 | Phim ngắn |
| 2017 | B&B                                          | Marc                    |           |
| 2017 | Snatched                                     | James                   |           |
| 2017 | Án mạng trên chuyến tàu tốc hành Phương Đông | Bouc                    |           |
| 2017 | Hi-Lo Joe                                    | Tony                    |           |
| 2019 | Báo thù                                      | Trevor "Viking" Calcote |           |
| 2022 | Án mạng trên sông Nile                       | Bouc                    |           |
| 2022 | Thirteen Lives                               | Chris Jewell            |           |

### Phim truyền hình
| Năm  | Tiêu đề           | Vai diễn                 | Chú ý             |
| ---- | ----------------- | ------------------------ | ----------------- |
| 2013 | The Tunnel        | Danny Hillier            | 7 tập (mùa 1)     |
| 2013 | Da Vinci's Demons | Giuliano de' Medici      | 28 tập (mùa 1–3)  |
| 2015 | Jekyll and Hyde   | Dr. Robert Jekyll / Hyde | 10 tập            |
| 2016 | Cold Feet         | Justin Parker            | 2 tập (mùa 6)     |
| 2018 | Vanity Fair       | Rawdon Crawley           | 6 tập (seri ngắn) |
| 2018 | Into the Dark     | Wilkes                   | Tập: "The Body"   |
| 2019 | Beecham House     | John Beecham             | 6 tập (seri ngắn) |
| 2021 | Behind Her Eyes   | David Ferguson           | 6 tập (seri ngắn) |

## References
1. ↑  "findmypast.co.uk". search.findmypast.co.uk.
2. ↑  "Tom Bateman on playing both Jekyll and Hyde: 'Hopefully we can get the Doctor Who audience'". Guardian (UK). ngày 25 tháng 10 năm 2015.
3. ↑  Halls, Eleanor (ngày 27 tháng 2 năm 2019). "Tom Bateman interview: 'Would I like to play Bond? Course I would!'". British GQ. Truy cập ngày 3 tháng 8 năm 2020.
4. 1 2  Christie, Janet (ngày 28 tháng 8 năm 2018). "Interview: Tom Bateman". The Scotsman. Truy cập ngày 3 tháng 8 năm 2020.
5. ↑  "Mr Jekyll Will See You Now: Jekyll & Hyde's Tom Bateman On Smashing Tables And Working With Judi Dench". Marie Claire. ngày 20 tháng 11 năm 2015. Truy cập ngày 3 tháng 8 năm 2020.
6. ↑  Iqbal, Nosheen (ngày 7 tháng 12 năm 2019). "Daisy Ridley: 'JJ Abrams warned me that Star Wars is a religion'". The Guardian. Truy cập ngày 3 tháng 8 năm 2020.

## External links
- Tom Bateman trên IMDb